# Andreaea vulcanica
Andreaea vulcanica là một loài rêu trong họ Andreaeaceae. Loài này được Lorentz mô tả khoa học đầu tiên năm 1864.